# Halosphaeria
Halosphaeria — рід грибів родини Halosphaeriaceae. Назва вперше опублікована 1944 року.

## Поширення та середовище існування
Морські гриби, зустрічаються в літоральній зоні.